# Dillingen/Saar
Dillingen/Saar – miasto w Niemczech, w kraju związkowym Saara, w powiecie Saarlouis, niedaleko granicy z Francją. Zamieszkuje go 20 808 mieszkańców (2010). Najbliżej położone duże miasta: Saarlouis, Saarbrücken.

## Dzielnice
Miasto Dillingen obejmuje trzy dzielnice: Diefflen, Dillingen i Pachten.
Diefflen, położone nad dolnym biegiem rzeki Prims, liczy około 4 800 mieszkańców i zostało przyłączone do gminy w 1969 roku.

## Historia
Pierwsza udokumentowana wzmianka o miejscowości Diefflen pojawiła się w roku 1324. Natomiast w roku 1357 po raz pierwszy pojawiła się wzmianka o Starym Pałacu (Altes Schloss). Między 1618 a 1648 w czasie wojny trzydziestoletniej, region dzisiejszego Dillingen został spustoszony. W roku 1685 Ludwik XIV wystawił regionowi zezwolenie na utworzenie hut żelaza. W roku 1815 okolice zostały włączone do Prus.

## Demografia
(31 grudnia)
- 1998 – 21 499
- 1999 – 21 635
- 2000 – 21 444
- 2001 – 21 464
- 2002 – 21 460
- 2003 – 21 494
- 2004 – 21 333
- 2005 –
- 2006 – 21 431
- 2007 – 21 635

## Współpraca
Miejscowości partnerskie:
- Creutzwald, Francja od 1967
- Hoyerswerda, Saksonia od 1988 (NRD)
- Sutera, Włochy od 2002

## Komunikacja i transport
Dillingen posiada dworzec kolejowy na trasie Saarbrücken-Trewir-Koblencja.
Poza tym w Dillingen znajduje się port przemysłowy.

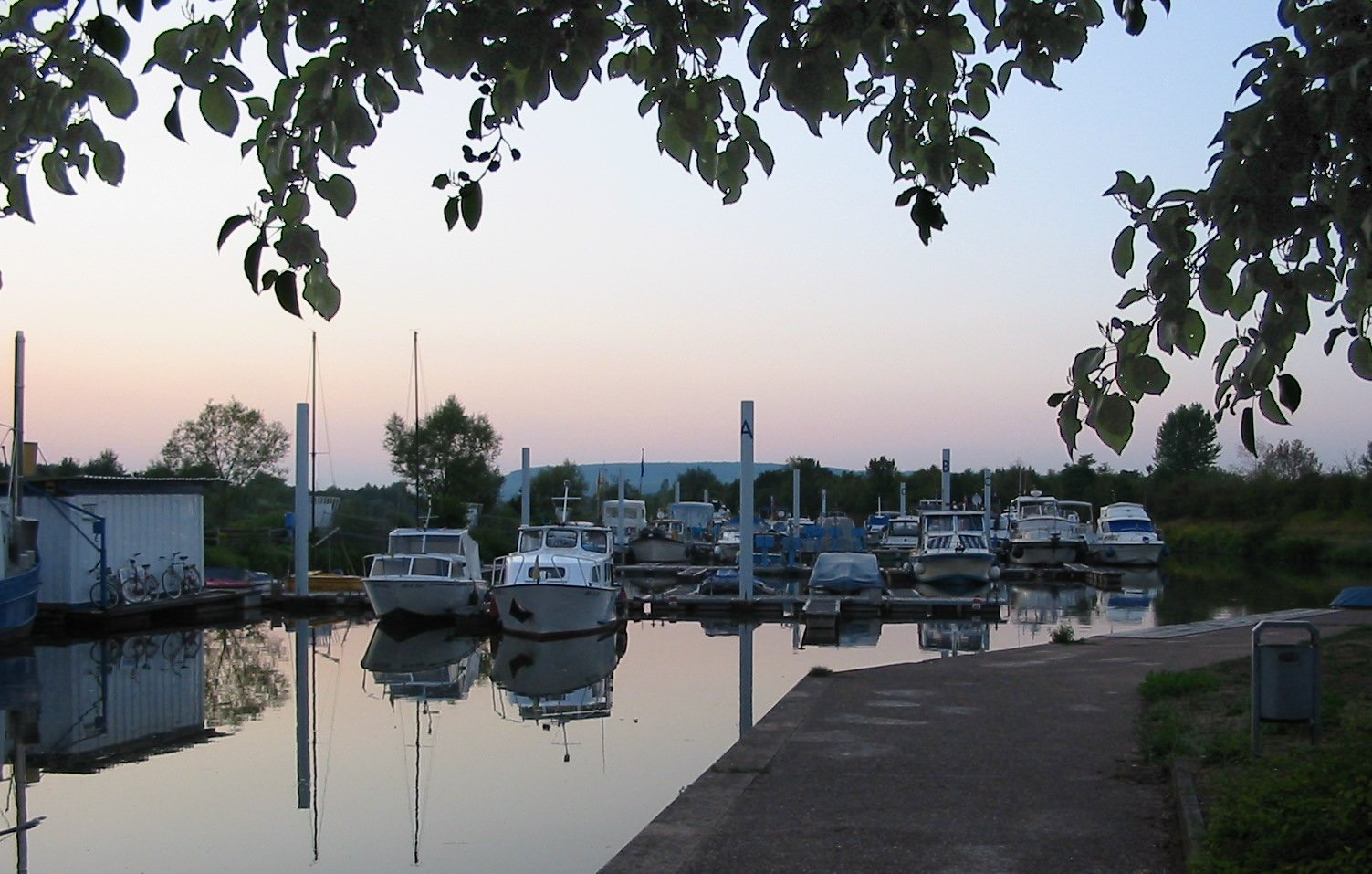
Port sportowy
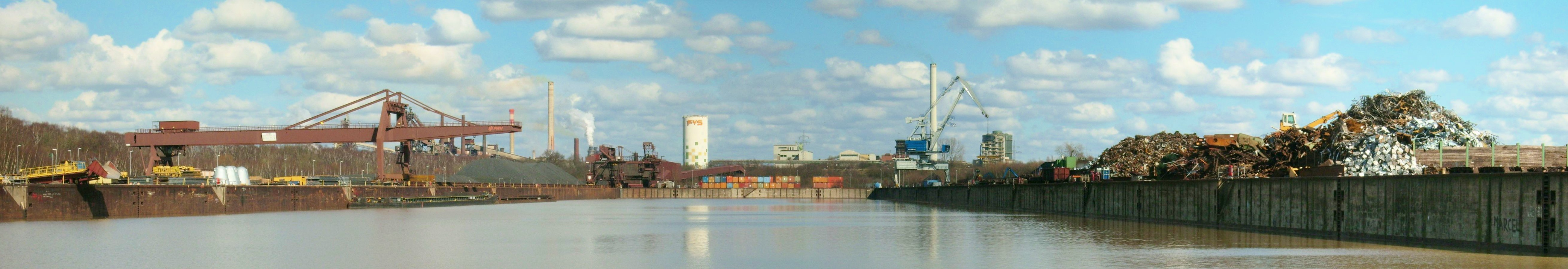
Port przemysłowy Saarlouis-Dillingen
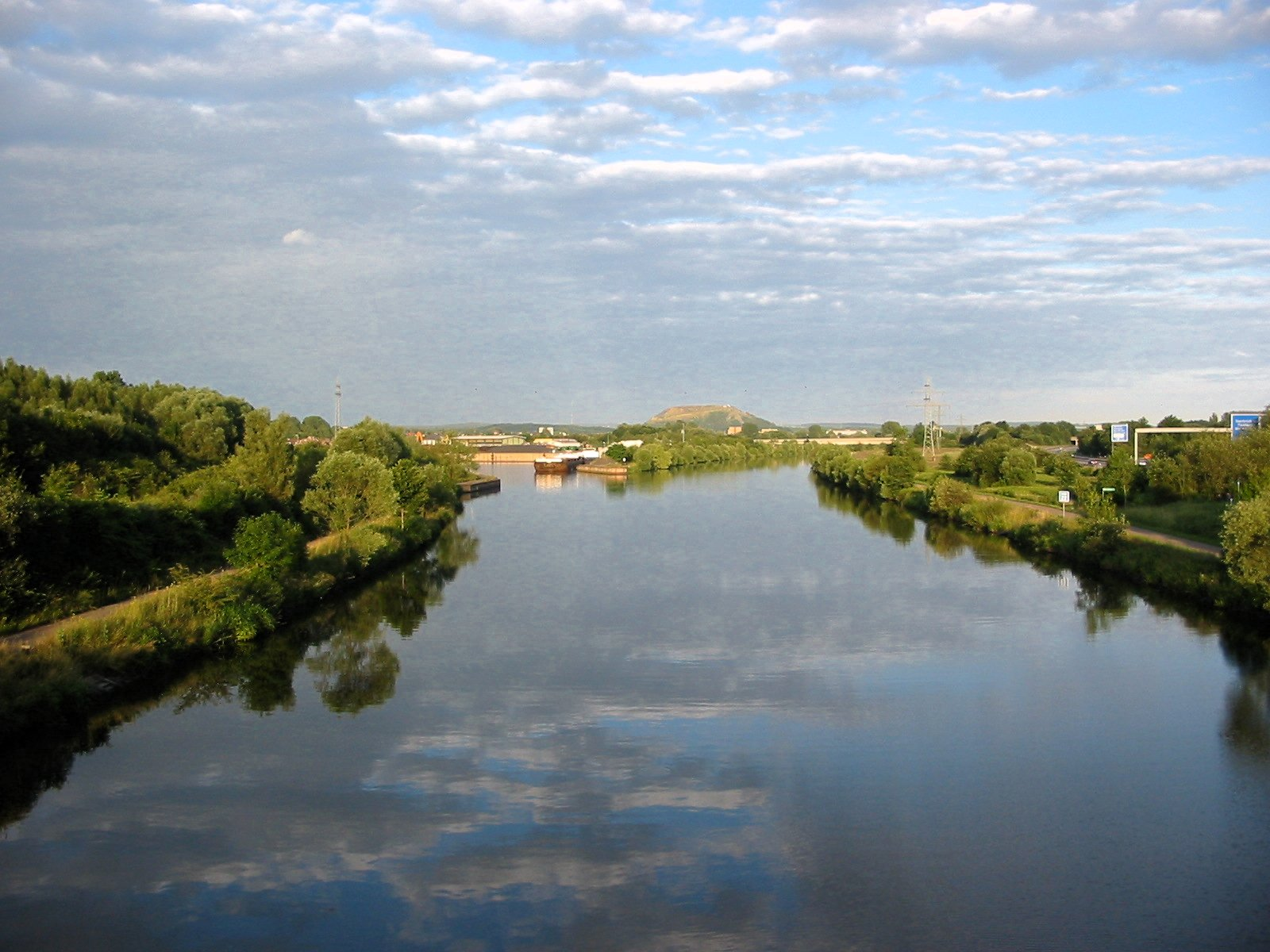
Port przemysłowy Saarlouis-Dillingen
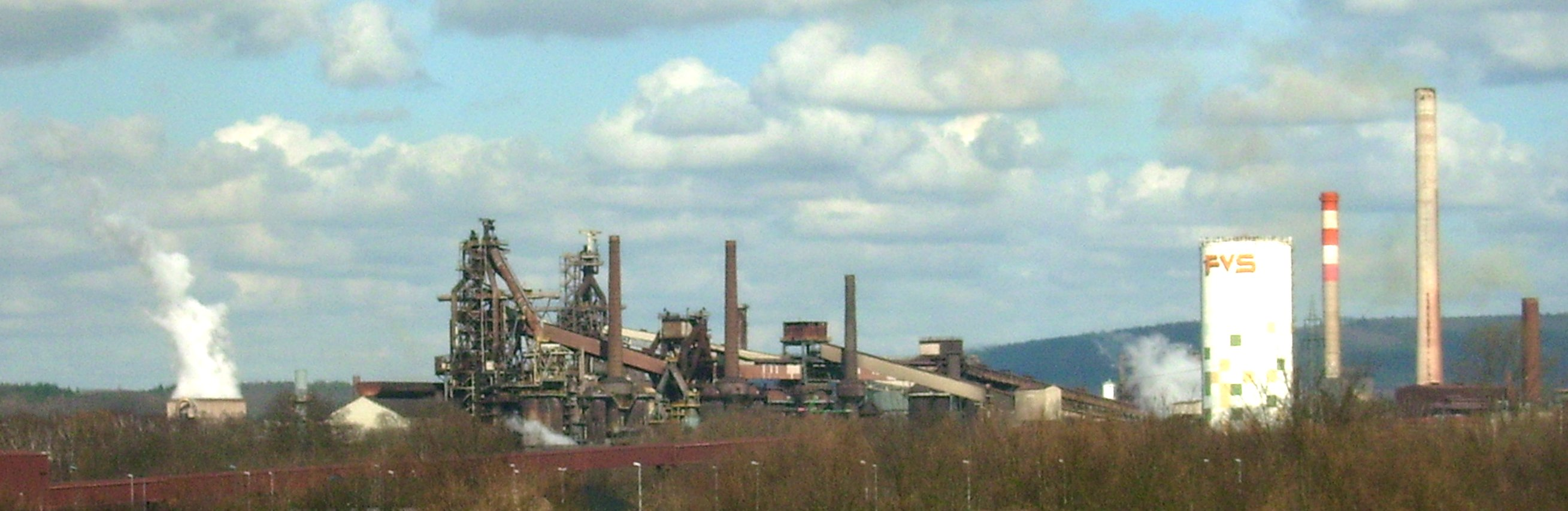
Huta żelaza w Dillingen